# Лонгитюдное исследование
Лонгитю́дное иссле́дование  (англ. longitudinal study от longitude — долговременный) — научный метод, применяемый, в частности, в социологии и психологии, в котором изучается одна и та же группа объектов (в психологии — людей) в течение времени, за которое эти объекты успевают существенным образом поменять какие-либо свои значимые признаки. В самом широком смысле является синонимом панельного исследования, а в более узком смысле — выборочное панельное исследование любой возрастной или образовательной когорты в период от момента получения среднего образования до достижения возраста 28 — 30 лет.

## История и особенности исследования
Основоположниками лонгитюдного метода исследования были Уильям Штерн и А. Н. Гвоздев, ведшие различные дневники наблюдений за развитием ребёнка в семье
Первоначально лонгитюдное исследование (как метод «продольных срезов») складывалось в психологии развития (в детской и возрастной психологии) в качестве альтернативы господствовавшим методам определения состояний или уровней развития (методам «поперечных срезов»). Затем этим методом стали пользоваться в социологии, в инженерной психологии и психологии труда. Самостоятельная ценность лонгитюдного исследования связывалась с возможностью предсказать дальнейший ход психического развития исследуемого и установить родственные связи между его этапами.
Лонгитюдные исследования применяются, если требуется проследить историю развития некоторого рода объектов или людей, и влияние на них определенных событий, и представляют собой эксперимент без контрольной группы с одной экспериментальной группой, в которой выполняются многочисленные наблюдения в течение достаточно продолжительного времени. При этом известно, что за это время происходит некоторое событие (или несколько событий), и цель исследования состоит в том, чтобы рассмотреть, как влияет наступление этого события (событий) на поведение экспериментальной группы. Для этого сравниваются наблюдения, сделанные до наступления исследуемого события и после. При этом лонгитюдное исследование предполагает одновременное использование и других методов: наблюдения, тестирования, психографии и др.
Лонгитюдные исследования также пригодны для наблюдения за изменениями внутри организаций в течение какого-то времени.

### В России
В России самым крупным лонгитюдным исследовательским проектом было всесоюзное, а позднее международное исследование «Пути поколения», которое было проведено во временной промежуток 1983-1999 годы под руководством профессора М. Х. Титмы. В настоящее время проводится всероссийский лонгитюдный проект «Растём вместе», посвященный исследованию детства. Его курируют ученые факультета психологии МГУ имени М. В. Ломоносова и Психологического Института РАО в области психологии развития и образования.

### В зарубежных странах
За рубежом лонгитюдные исследования применяются, например, Национальным детским бюро Великобритании для документирования различных сторон развития детей.

### Преимущества исследования
Преимуществами лонгитюдного метода по сравнению с обычным мониторингом, где на каждом этапе применяется новая выборка, состоит в возможности наблюдать за развитием во времени одних и тех же объектов или людей, точно описывать происходящие в их жизни перемены, включая изменения ценностных ориентаций, взглядов, мотивов и т. п. Жизненные события могут, хотя и со значительно меньшей точностью, отмечаться и в ретроспективном (обычном) исследовании, однако оно не позволяет изучать изменения в ценностно-мотивационной области, а также их влияние на жизненный путь отдельного человека или объекта.
Их преимущество по сравнению с кроссекционными исследованиями состоит в том, что причинный фактор, содержащийся в последовательности изменений, изучается непосредственно на основе данных, собранных до и после изменений (например, анализ последствий изменений в школьном учебном плане).

### Недостатки метода
Главными недостатками лонгитюдных исследований является их внутренняя валидность по следующим основным причинам :
1. Высокая затратность (особенно на повторное изучение).
2. Техническая сложность осуществления мероприятия, вызванная постоянной необходимостью на каждой ступени исследования заниматься сбором данных — предисследовательских сведений о произошедших в жизни респондента событий в промежутке между двумя этапами, постоянный розыск и идентификация испытуемых в связи с переездами, обработка и оценка данных всех этапов исследования.
3. «Смертность» испытуемых. «Смертность» испытуемых означает, что люди, участвующие в исследовании на начальных этапах, недоступны к концу исследования (уезжают, умирают, отказываются от дальнейшего участия и т. д.). В этом случае сокращается или пропадает база для сравнения наблюдений, сделанных до и после интересующего нас события. «Смертность» является одним из основных источников невалидности для лонгитюдных исследований.
4. Эффект исследуемого события может оказаться замедленным. Могут пройти годы, прежде чем результаты исследуемого события будут заметны, если вообще проявятся.
5. Существует вероятность, что некоторое, оставшееся вне поля внимания, событие или влияние иных одновременно возникающих перемен (например, изменения в школьном учебном плане и в финансировании служб образования) может погасить суть исследуемого.
6. Возникновение эффекта Хоуторна